# Marcos Cars (Ireland)
Marcos Cars (Ireland) war ein Montagewerk für Kraftfahrzeuge und damit Teil der Automobilindustrie in Irland.

## Unternehmensgeschichte
Das Unternehmen wurde am 12. Oktober 1967 gegründet. David Dunne leitete es. Zunächst war der Sitz in Dublin. Er montierte Fahrzeuge, zu denen Marcos Cars die Teile lieferte. Der Zeitraum wird von einer Quelle mit etwa 1968 bis 1969 angegeben. Tom Groves gibt dagegen an, dass er etwa von 1967 bis 1970 dort gearbeitet habe.
Das Unternehmen hatte zuletzt den Sitz in Naas. Am 16. Juli 1999 wurde es aufgelöst.

## Fahrzeuge
Das Unternehmen fertigte den Mini Marcos und den Marcos 3 Litre.
Vom kleineren entstanden 20 bis 30 Stück und vom größeren nur eine Handvoll, möglicherweise zwei.